# جون شتاينر (كاتب)
جون شتاينر (بالإنجليزية: John Michael Steiner)‏ (و. 1925 – 2014 م) هو مؤلف، وكاتب غير روائي، من الولايات المتحدة الأمريكية، ولد في براغ، توفي عن عمر يناهز 89 عاماً.

## جوائز
حصل على جوائز منها:
- وسام استحقاق جمهورية ألمانيا الاتحادية.